# Slidmotor

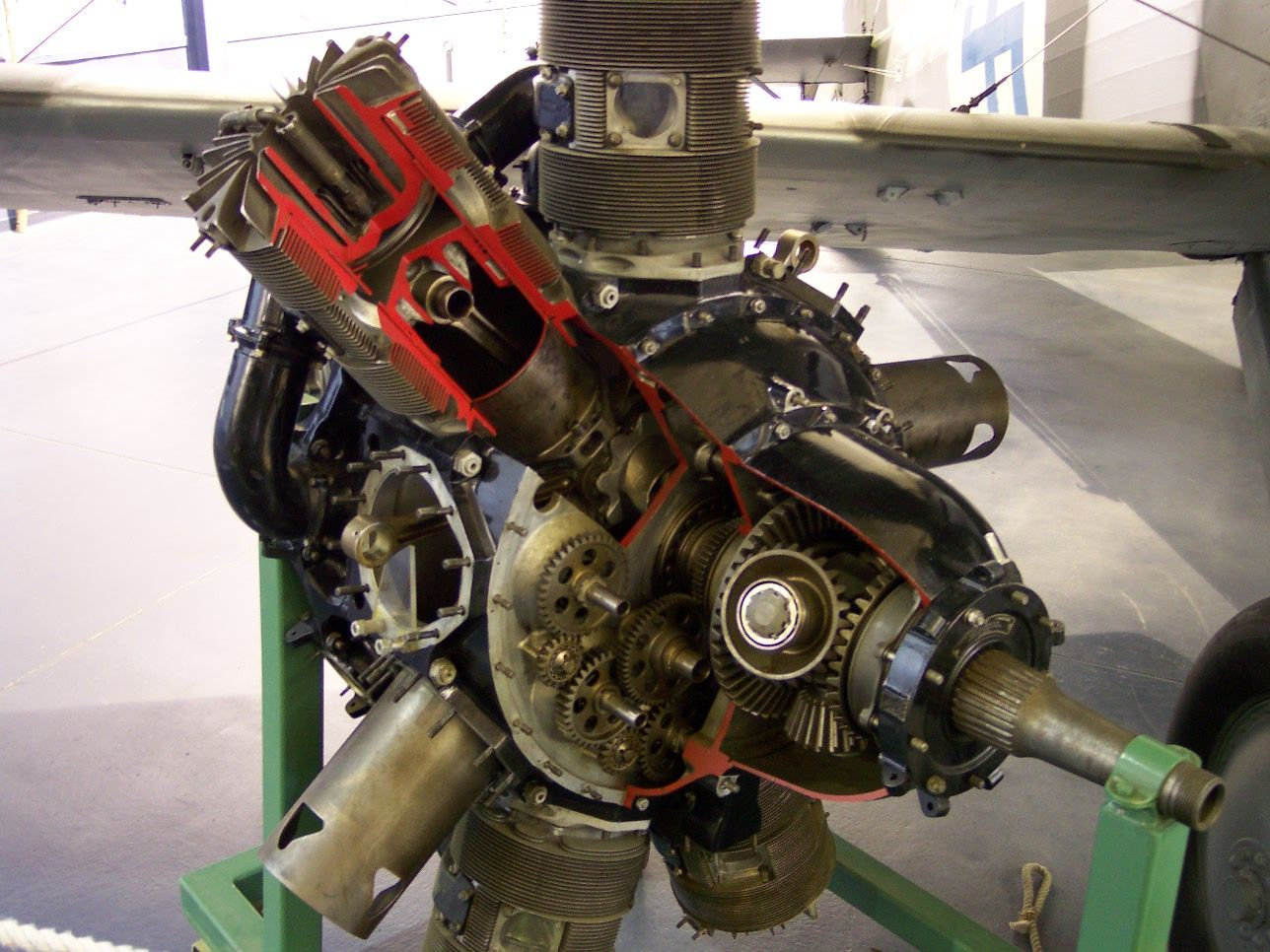
Bristol Perseus flygmotor med slidventiler.

Slidmotor är en kolvmotor där gasväxlingen i motorn styrs med metallslider (slidventiler) istället för konventionella tallriksventiler.

## Funktion
Slidmotorn kännetecknas av att den har metallslider som rör sig inne i cylindern, mellan kolven och cylinderväggen. Motorn saknar insugs- och avgaskanaler i cylinderhuvudet. Istället har den portar i motorblocket, likt tvåtaktsmotorn. Sliden är försedd med öppningar som släpper in och ut gaserna ur förbränningsrummet, beroende på slidens läge i förhållande till insugs- respektive avgasporten. Slidens rörelse styrs av en axel som drivs av motorns vevaxel, motsvarande en konventionell motors kamaxel. I vissa slidmotorer rör sig sliden upp och ned tillsammans med kolven och rörelsen styrs då via en vevstake kopplad till vevslängar på styraxeln. I andra motorer roterar sliden runt kolven. Konstruktionen ställer stora krav på god smörjning när metalldelar glider mot varandra.

## Historia

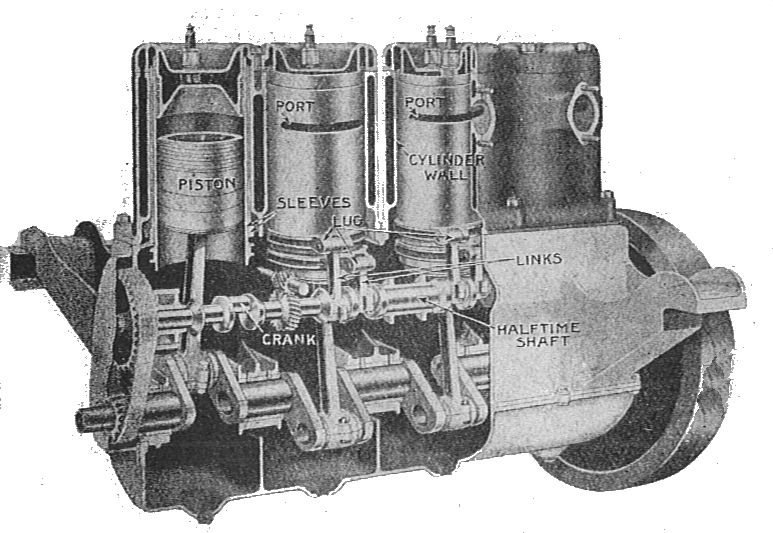
Knight bilmotor.

Slidmotorn utvecklades i USA av Charles Knight i början av 1900-talet. Den konventionella motorns ventilstyrningar, med kamaxel, stötstänger, ventillyftare och ventilfjädrar hade stora toleranser och väsnades en hel del. Dessutom gjorde dåtidens bristande materialutveckling att metalldelar som rörde sig mot varandra slets ut rätt snabbt. Knights motor hade två koncentriska slider som rörde sig upp och ned tillsammans med kolven inne i cylindern. Motorn gick påfallande tyst och marknadsfördes under namnet ”Silent Knight” (jämför med psalmen Silent Night, Stilla natt). Lösningen med slider var heller inte lika underhållskrävande som konventionella ventiler.
Knight sålde licensrätten till flera tillverkare av lyxbilar, vars kunder uppskattade den tysta gången. Några av de främsta tillverkarna var amerikanska Willys, brittiska Daimler och franska Voisin. Motorns konstruktion gjorde det hart när omöjligt att förhindra att det kom in smörjolja i cylindern och en bil med slidmotor följdes alltid av ett moln av blårök, något som också karaktäriserar den betydligt enklare tvåtaktsmotorn. Det här var inget ovanligt i bilens barndom, när alla motorer var mer eller mindre otäta, men i början av 1930-talet hade den konventionella motorn genom materialutvecklingen jämnat ut slidmotorns fördelar. Eftersom slidmotorn var komplicerad och dyr att tillverka övergavs den av biltillverkarna.
Under 1920-talet arbetade britten Harry Ricardo med slidmotorer för flygplan. Dessa motorer hade enkla, roterande slider. Konventionella tallriksventiler fungerade dåligt vid höga varvtal. Ventilfjädern hann inte med att stänga ventilen, vilket ledde till att kolv och ventil krockade med motorhaveri som följd. Med slidventiler slapp man sådana problem. Slidmotorns ventilstyrning innehåller även färre delar och väger därmed mindre, en viktig faktor för just flygmotorer. Under 1930- och 1940-talet byggde bland annat Bristol och Napier & Son starka flygmotorer med slidventiler.
Den snabba teknikutvecklingen under andra världskriget gjorde att den konventionella motorn jämnade ut slidmotorns fördelar även på dessa områden. Efter kriget ersattes dessutom de starkaste kolvmotorerna av den nya jetmotorn.